# DirecTV
DirecTV (NASDAQ: DTV
: NASDAQ: DTV
) és un servei de televisió per satèl·lit. L'empresa té el domicili a El Segundo, a Los Angeles a Califòrnia i començà les seves operacions el 17 de juny de 1994. Actualment, pertany al DIRECTV GROUP.
DirecTV està disponible a tots els residents dels Estats Units, Canadà, Amèrica llatina i a certes regions d'Àsia i d'Europa. El servei compte amb 18 milions d'abonats a Amèrica llatina i als Estats Units.
DirecTV té la seva pròpia xarxa anomenada Audience Network disponible únicament als abonats de DirecTV als Estats Units i a Amèrica llatina. DirecTV és igualment titular dels drets exclusius dels canals de difusió : NFL Sunday Ticket, NASCAR Hot Pass, "DirecTV Experience", tornejos de golf i tornejos de tennis del Grand Slam.

## Història

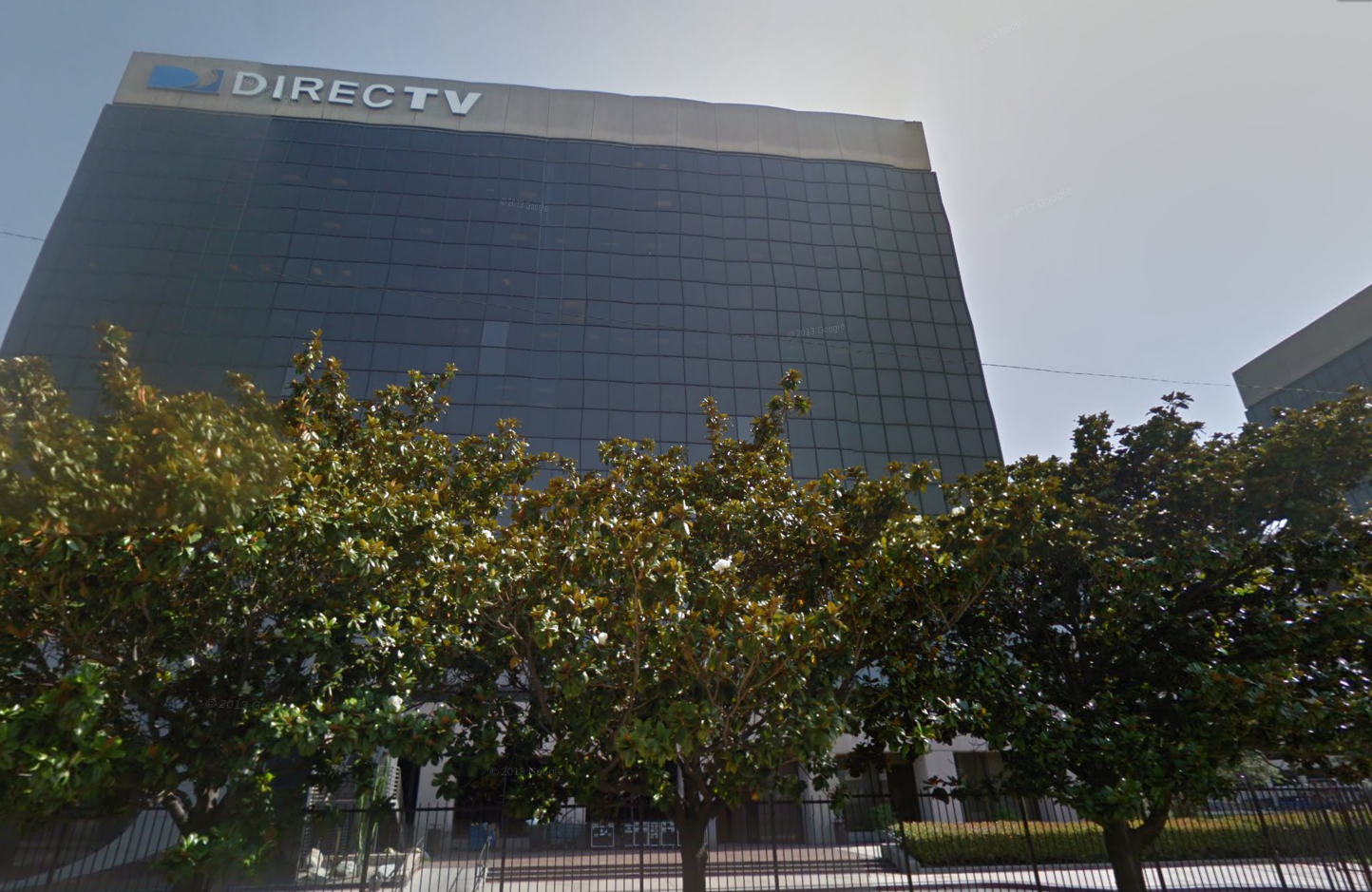
Central de DirecTV

El 18 de maig de 2014, AT&T anuncià la seva intenció de comprar DirecTV per un import de 48.5 mil milions de dòlars. El 19 de desembre de 2014, Disney i DirecTV anuncien prosseguir les seves negociacions sobre el contracte de difusió per deu anys que havien fracassat el 30 de setembre mentre que Fox i DirecTV havien arribat a un acord. El 23 de desembre de 2014, Disney i DirecTV van arribar finalment a un acord, afegint els serveis de vídeo a la carta: Watch ABC-Watch Disney-WatchESPN i les últimes cadenes del grup Disney com Fusion, Longhorn Network o SEC Network.